# Varsen
Varsen (52° 31′ N, 6° 23′ L) é uma vila dos Países Baixos, na província de Overijssel. Varsen pertence ao município de Ommen, e está situada a 19 km, a leste de Zwolle.
A área de Varsen, que também inclui as partes periféricas da cidade, bem como a zona rural circundante, tem uma população estimada em 460 habitantes.